# Villanueva de Duero
Villanueva de Duero ist ein nordspanischer Ort und eine Gemeinde (municipio) mit 1.258 Einwohnern (Stand: 2024) in der Provinz Valladolid in der autonomen Region Kastilien-León.

## Geografie
Villanueva de Duero liegt im Süden der Provinz Valladolid etwa 18 Kilometer südwestlich vom Stadtzentrum von Valladolid in einer Höhe von ca. 695 m. Der Duero begrenzt die Gemeinde im Westen und Nordwesten.

## Bevölkerungsentwicklung
| 532 | 909 | 832 | 814 | 839 | 1001 | 1207 | 1227 |

## Sehenswürdigkeiten

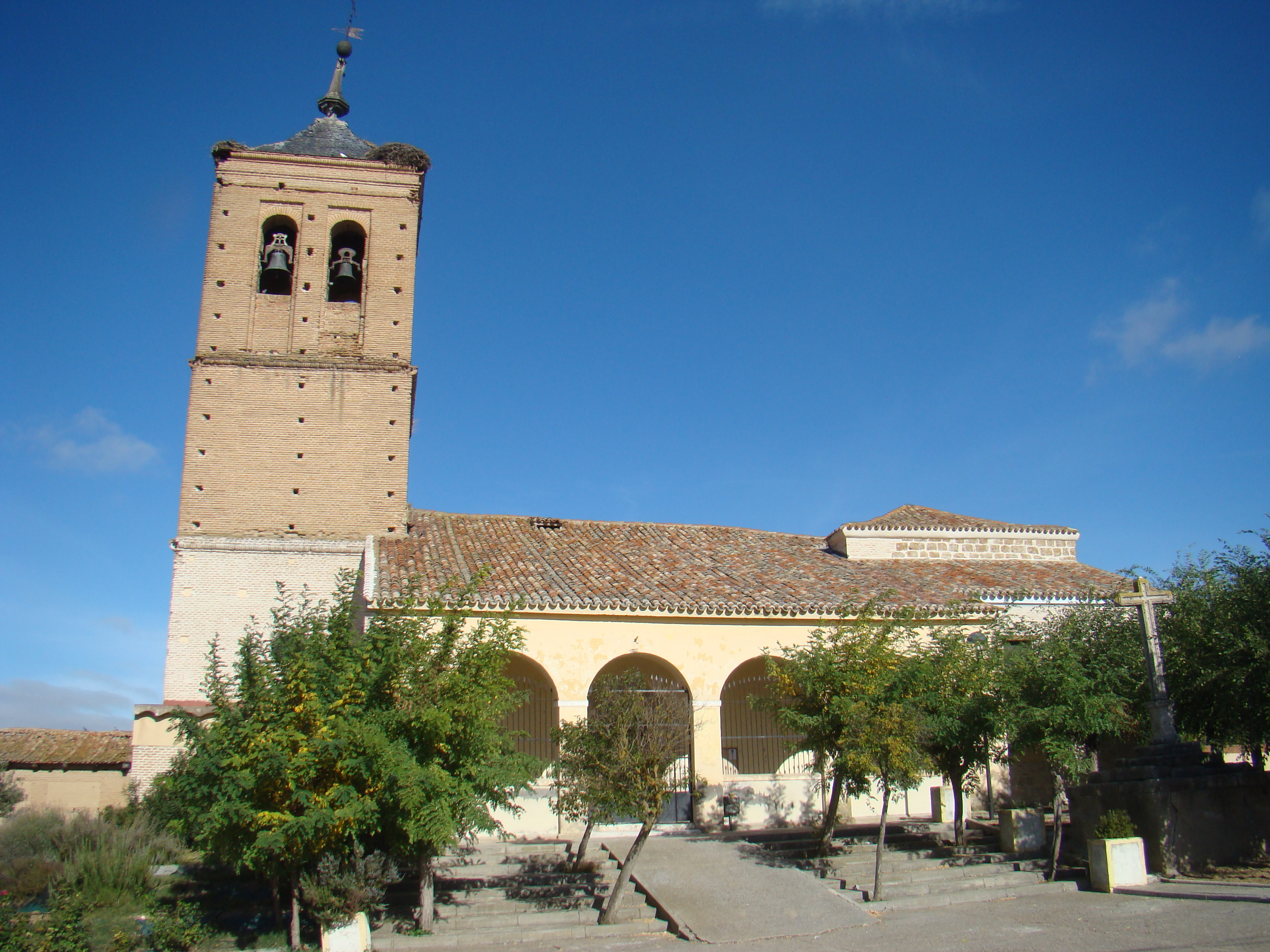
Marienkirche
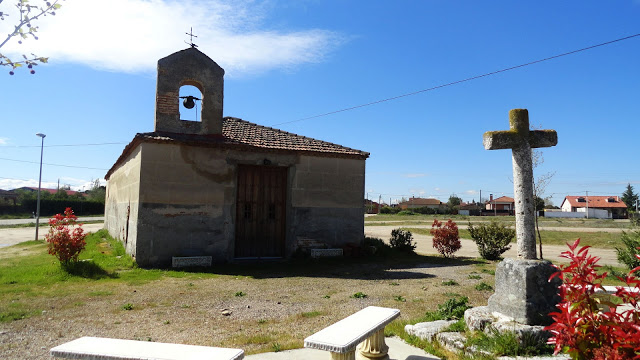
Christuskapelle
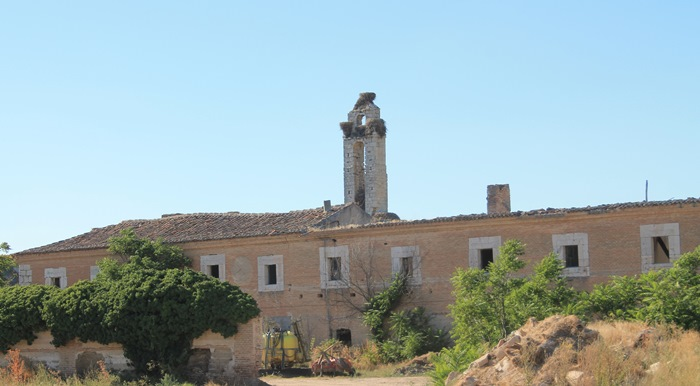
Kartause von Aniago
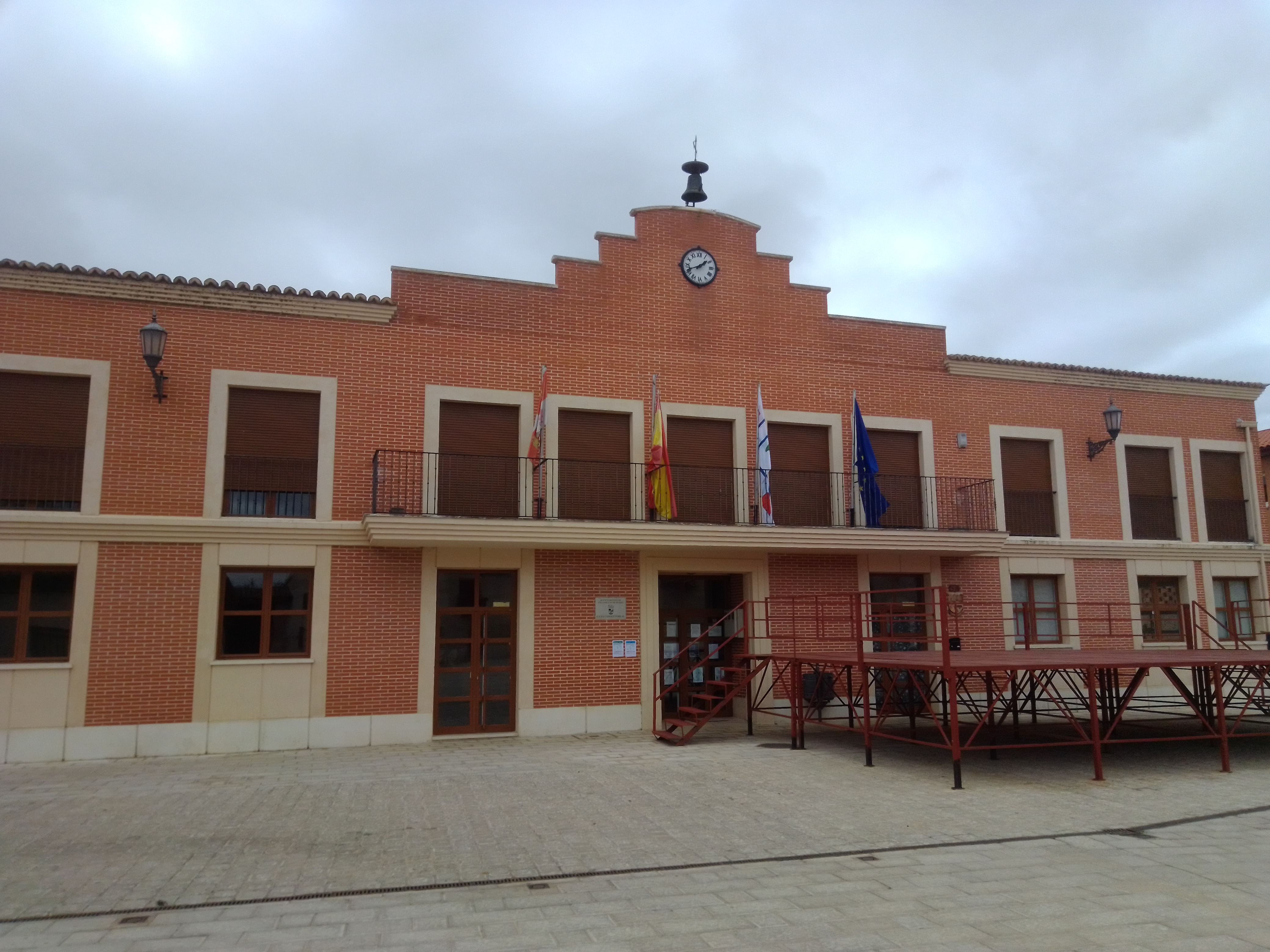
Rathaus

- Marienkirche
- Christuskapelle
- Kartause von Aniago
- Rathaus